# イネ (化学)
-イネ(-ine)は、化学において2通りの物質を意味する接尾辞である。
なお、日本語ではドイツ語風に-イネとする場合と、英語風に-インとする場合があり、化合物によって異なる。
1つ目は、塩基性のアルカロイドを表す。これは、フリードリッヒ・ゼルチュルネルの論文において”モルフィウム”(morphium)を単離したと書かれていたのを、ジョセフ・ルイ・ゲイ＝リュサックが”モルヒネ”と修正したことに由来する。例としては、キニーネ、モルヒネ、グアニジン等がある。
2つ目は、不飽和度が2の炭化水素を表す。例としては、ヘキシンやヘプチンがある。単純な炭化水素では、この用法は、IUPACによる接尾辞である-yneと同一になる。